# Calle del Limón
La calle del Limón es una vía pública de la ciudad española de Madrid, situada en el barrio de Universidad, distrito Centro.

## Descripción
La vía discurre desde la calle de San Bernardino hasta la del Montserrat. Figuraba, con el título de «calle del Limón Alta» tanto en el plano de Texeira como en el de Espinosa. Aparece descrita en Las calles de Madrid (1889) de Hilario Peñasco de la Puente y Carlos Cambronero con las siguientes palabras:

Limón. Entre la calle de San Bernardino y la plaza del Limón. En los planos de Texeira y Espinosa aparece con el nombre del Limón Alta. Se conservan antecedentes de construcciones particulares desde 1753. Tradición.—Tomó nombre esta calle por un limonero que hubo largo tiempo en ella, merced á que se abrió en terreno de un jardín de D. Joaquín de Peralta.
(Peñasco de la Puente y Cambronero, 1889, p. 299)